# خانه محمدحسن طهمی
خانه آقای محمد حسن طهمی در شهرستان فومن، شهرک تاریخی ماسوله واقع شده و این اثر در تاریخ ۲۵ اسفند ۱۳۸۰ با شمارهٔ ثبت ۵۱۹۸ به‌عنوان یکی از آثار ملی ایران به ثبت رسیده است.